# Autoionisation
Die Autoionisation ist ein Effekt, der bei Atomen oder Molekülen auftreten kann, wenn ein angeregter Zustand oberhalb der Ionisationsenergie liegt. Dies kann vorkommen, wenn zwei oder mehr Elektronen gleichzeitig angeregt werden. Die Übertragung der Energie des ersten auf das zweite Elektron kann zur Ionisation führen. 
Es kann aber auch ein Elektron ausgesandt werden, wenn zuvor nur ein Elektron angeregt wurde. 
Beim Zerfall dieses angeregten Zustands kann die frei werdende Energie direkt als Photon emittiert werden (Fluoreszenz), oder das angeregte Elektron überträgt seine Energie auf ein schwächer gebundenes Elektron, welches dann als sogenanntes Auger-Elektron emittiert werden kann.

## Anregung von zwei Elektronen

Darstellung der Autoionisation mit zwei Valenzelektronen

Werden bei einem Atom mit zwei Valenzelektronen (z. B. Beryllium - 2s) beide in höhere Zustände angeregt, so ergibt sich die gesamte Anregungsenergie des Atoms:
{\displaystyle E=E_{\mathrm {1} }+E_{\mathrm {2} }+\Delta E}
wobei {\displaystyle E_{\mathrm {1} }} und {\displaystyle E_{\mathrm {2} }} die Energien der Einzelanregungen der Elektronen sind und {\displaystyle \Delta E} die durch die Anregung geänderte Wechselwirkungsenergie zwischen den angeregten und den restlichen Elektronen (in den unteren Schalen) ist.
Dieser doppelt angeregte Zustand kann entweder durch Aussendung zweier Photonen oder durch Energietransfer vom einen zum anderen Elektron ausgeglichen werden. Da auch bei letzterem Vorgang die Energieerhaltung gelten muss, ist der Energieübertrag i. A. nur möglich, wenn ein passender Zustand für hoch angeregte Einzelelektronenanregung existiert. Für diskrete Energie ist dies jedoch sehr unwahrscheinlich und so kann der Vorgang nur für Energien {\displaystyle E>0} beobachtet werden, da freie Elektronen kein diskretes Energiespektrum haben. Liegt die Gesamtenergie {\displaystyle E} oberhalb der Ionisationsenergie eines einfach angeregten Elektrons, kann die Übertragung der Energie {\displaystyle E_{\mathrm {1} }} auf das zweite Elektron zur Ionisation führen, bei der das Elektron das Atom verlässt und dieses zu einem positiven Ion mit Gesamtladung {\displaystyle +1} führt.